# Biocoop
Biocoop ist die größte Biosupermarktkette der Welt mit etwa 700 Filialen. Es ist eine Aktiengesellschaft mit Sitz in Paris, Frankreich. Das Unternehmen ist ein Netzwerk unabhängiger Handelsstrukturen. Es verkauft in Frankreich, Andorra und Monaco.

## Geschichte

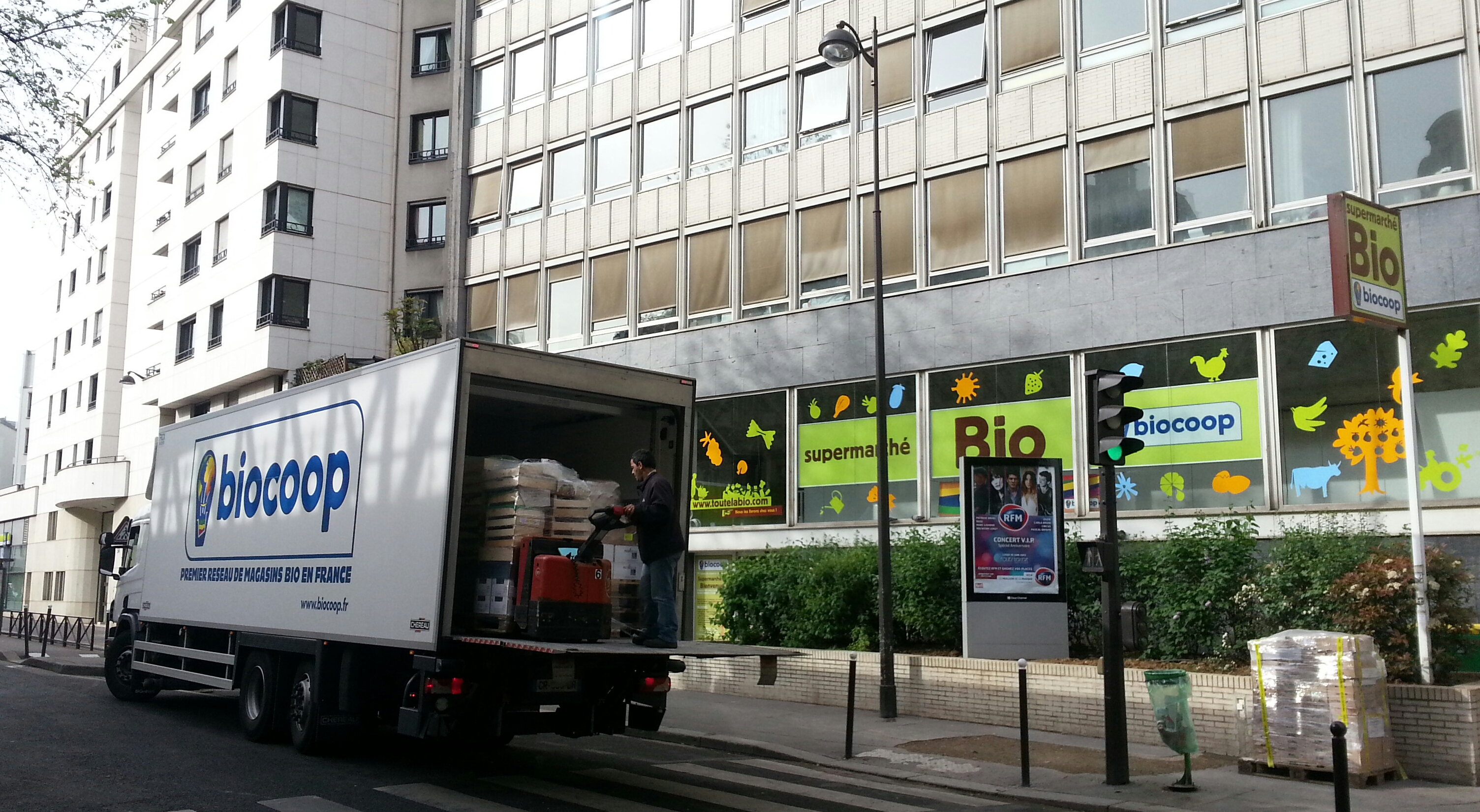
Biocoop-Lastwagen vor einem der Biosupermärkte in Paris

In den 1970er-Jahren schlossen sich Verbraucher zusammen, um gemeinsam Bioprodukte von Höfen zu beziehen. Daraus entstanden später in den 1980er-Jahren zwei regionale Verbände, Intercoop und Biopäïs. 1986 schlossen sich mehrere Biosupermärkte zu Biocoop zusammen und unterzeichnen eine Charta. Zu dieser Zeit hatte Biocoop schon 40 Geschäfte. 1993 brachte Biocoop kollektive Regeln über Sortiment, Management und soziale Dimensionen in den einzelnen Biomärkten heraus. Ab 2000 schloss Biocoop neue Partnerschaften durch einen Vertrag mit der Fédération Nationale d’Agriculture Biologique, einem Anbauverband. 2005 fusionierte Biocoop seine Logistikplattformen, beteiligte sich an der Gründung von Enercoop, einem Stromanbieter, der Strom aus erneuerbaren Energien anbietet und gründete ihre Catering-Tochter, die auch nur biologisch arbeitet. Im darauffolgenden Jahr gründeten sie ihre eigene Transportfirma, die Société de Transport Biocoop.

## Aktivismus
Seit März 2017 hat Biocoop den Verkauf von Stillem Wasser in Plastikflaschen eingestellt, um unnötigen Plastikmüll zu vermeiden.

### Biocoop Charta
Biocoop hat eine Charta aufgestellt, nach der sich alle Aktivitäten Biocoops richten:
- Transparenz, Rückverfolgbarkeit, sowie Fairness und Zusammenarbeit
- Entwicklung ökologischer Landwirtschaft
- Einhaltung sozialer und ökologischer Kriterien[11]

## Führung
Die Biomarktkette wird von einem Verwaltungsrat geleitet. Der Verwaltungsrat besteht aus folgenden vier Teilen:
- Vertreter von Geschäften (40 % Genossenschaften, 60 % Gesellschaften mit beschränkter Haftung)
- Vertreter von Erzeugerngemeinschaften
- Ein Vertreter der Arbeitnehmer
- Ein Vertreter der Verbraucher